# Theretra indistincta
Espèce
Theretra indistincta est une espèce d'insectes lépidoptères de la famille des Sphingidae, de la sous-famille des Macroglossinae, de la tribu des Macroglossini, de la sous-tribu des Choerocampina et du genre Theretra.

## Description
Imago
Les adultes sont gris-vert, le corps variant du vert olive au brun. Les ailes antérieures ont chacune une petite tache sombre près du milieu et une ligne subterminale sombre. Les ailes postérieures sont plus sombres mais chacune a une marge pâle. Ils ont des antennes roses.

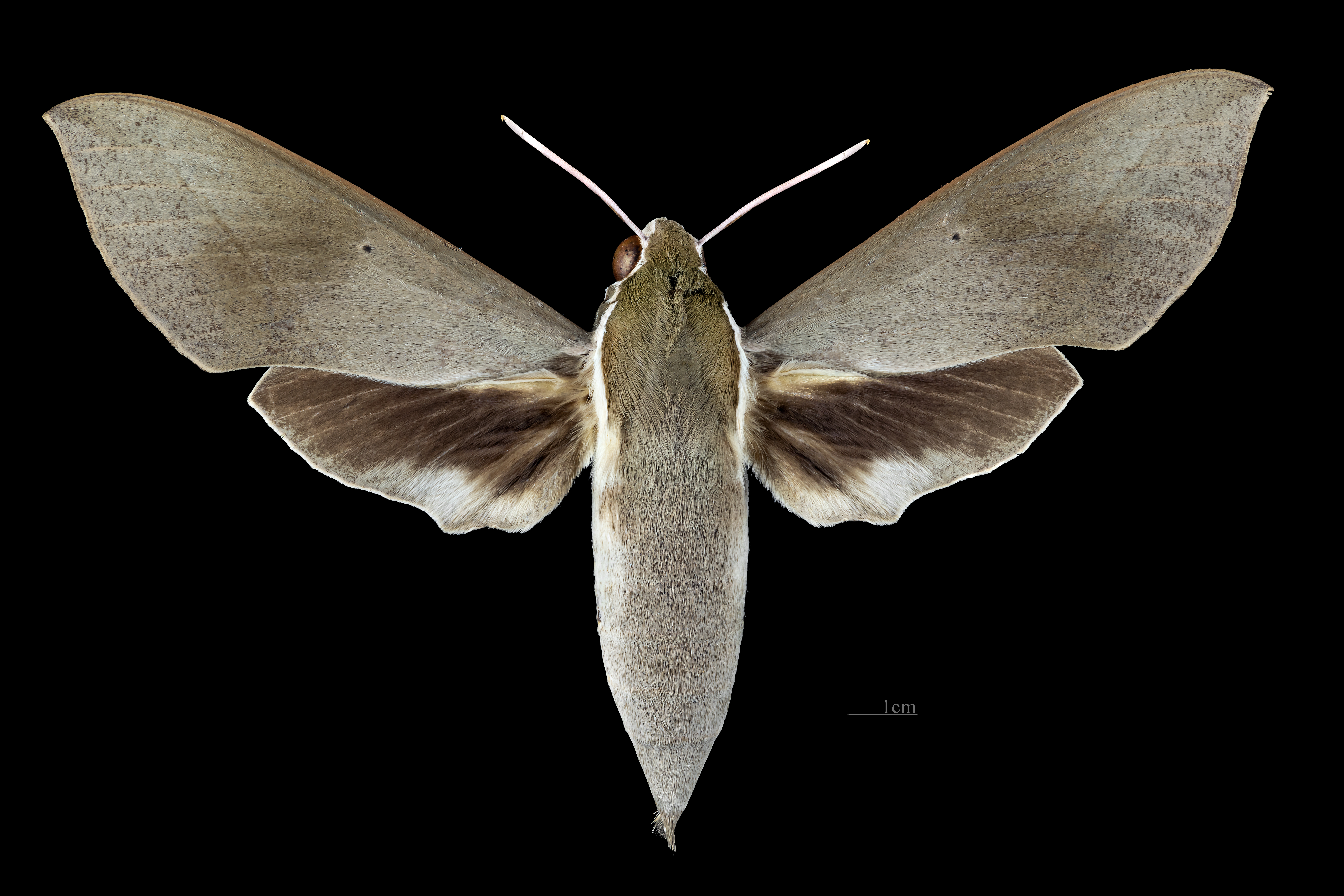
Avers de la femelle
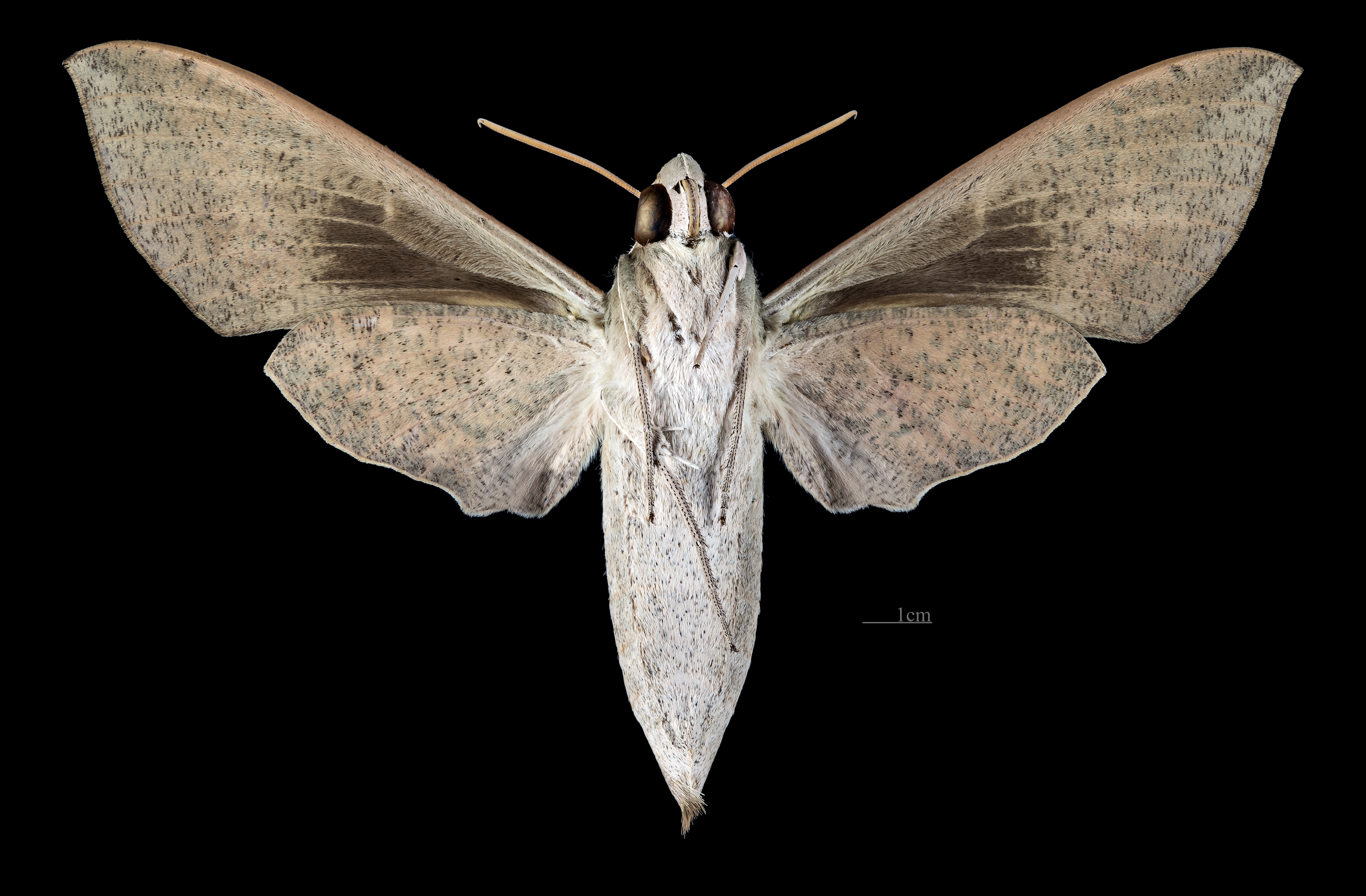
Revers de la femelle

Chenille
Les chenilles sont vertes ou brunes, avec une rangée de taches vertes entourées de blanc avec des centres blancs de chaque côté, une par segment. La queue a une corne rouge corpulente recourbée avec une extrémité noire. La nymphose a lieu dans une chrysalide brune marbrée.

## Biologie
Les chenilles se nourrissent de Vitis vinifera.

## Répartition et habitat
Répartition
L'espèce est connue en Australie (Queensland), en Papouasie-Nouvelle-Guinée, en Indonésie et dans l'archipel Bismarck.

## Systématique
- L'espèce Theretra indistincta a été décrite par l'entomologiste britannique Arthur Gardiner Butler en 1877, sous le nom initial de Chaerocampa indistincta[1].

### Synonymie
- Chaerocampa indistincta Butler, A.G. 1877 Protonyme
- Chaerocampa cleopatra Miskin, 1891[2]
- Chaerocampa curvilinea Lucas, 1891[3]

### Liste des sous-espèces
- Theretra indistincta indistincta (Queensland, Papouasie-Nouvelle-Guinée, Indonésie)
- Theretra indistincta bismarcki Jordan, 1926 (archipel de Bismarck)
- Theretra indistincta manuselensis Joicey & Talbot, 1921 (Ceram)
- Theretra indistincta papuensis Joicey & Talbot, 1921 (Papouasie-Nouvelle-Guinée)